# حرف إصبعي
الحُرْف الإصبعي نوع نباتي يتبع جنس الحُرْف من الفصيلة الصليبية.

## الموئل والانتشار
موطنه ألاسكا وكندا.